# 디즈니 라이브 엔터테인먼트
디즈니 라이브 엔터테인먼트(Disney Live Entertainment)는 월트 디즈니 컴퍼니의 부서이자 사업 부문인 디즈니 익스페리언스의 디자인 및 개발 부문인 월트 디즈니 이미지니어링의 연극 라이브 엔터테인먼트 제작 부서이다.

## 역사

### 디즈니 엔터테인먼트
이전에 월트 디즈니 컴퍼니의 계열사인 월트 디즈니 엔터테인먼트(Walt Disney Entertainment)로 설립된 이 회사는 디즈니가 제작한 슈퍼볼 하프타임 쇼부터 테마파크까지 모든 것을 포함하여 전 세계 디즈니를 위한 모든 쇼와 퍼레이드를 제작했다. 이 부서는 2001년 1월 31일 부서 책임자였던 론 로건 수석 부사장이 은퇴하면서 변경되었다.

### 디즈니 크리에이티브 엔터테인먼트
디즈니 크리에이티브 엔터테인먼트(Disney Creative Entertainment)는 2000년 앤 햄버거(Anne Hamburger) 수석 부사장의 취임과 함께 설립되었다.